# Mundial 2022 (historieta)
Mundial 2022 es una historieta de Mortadelo y Filemón, dibujada y guionizada por el historietista español Francisco Ibáñez de 48 páginas. La historieta se publicó en noviembre de 2022.

## Trayectoria editorial
La historieta fue publicada por Magos del Humor el 3 de noviembre del 2022. siendo la número 217 de esa colección, mientras que es la número 220 de la Colección Olé.

## Sinopsis
Una banda de revolucionarios pretende que el Mundial de futbol en Qatar del 2022 sea un fracaso con la intención de derrocar al jeque y hacerse con el poder, para ello soltarán una serie de mosquitos por los estadios donde se celebre el mundial, cuya picadura dejaría fuera de combate a los futbolistas, Mortadelo y Filemon partiran hacia Qatar, destruirán a los mosquitos y detendrán a los revolucionarios esos. 